# Roemeria
Roemeria é um género botânico pertencente à família Papaveraceae. O gênero foi nomeado em homenagem ao botanista, médico e naturalista Johann Jakob Roemer.

## Descrição
A espécie R. medik caracteriza-se por serem ervas anuais com folhas dissecadas, flores solitárias e terminais, com 2 a 4 sépalas caducas com pétalas que variam da cor violeta ao vermelho. Possui estames numerosos e de 3 a 4 ovários capilares, seu fruto é oblongo-linear, com muitas cápsulas de sementes no ápice.
É comum no Sudoeste da Europa, Sudoeste da Ásia e da África do Norte.

## Alcalóides
O gênero compreende cerca de dez espécies das quais somente a R. hybrida e a R. refracta foram estudadas por seus alcaloides. Os alcaloides comumente encontrados nas plantas do gênero são
Pavinas e isopavinasReframidina, reframina, reframolina, remrefina (metohidróxido de reframina)
ProaprofinasMecambrina, roehibrina, roemeramina, roemeronina
AporfinasAnonaina, liriodenina, mecambrolina, remrefidina, roemerina, roemerolina
ProtoberberinasIsocoripalmina, coptisina
ProtopinasProtopina
Alcalóides desconhecidosRoehibridina, roemeridina

## Galeria

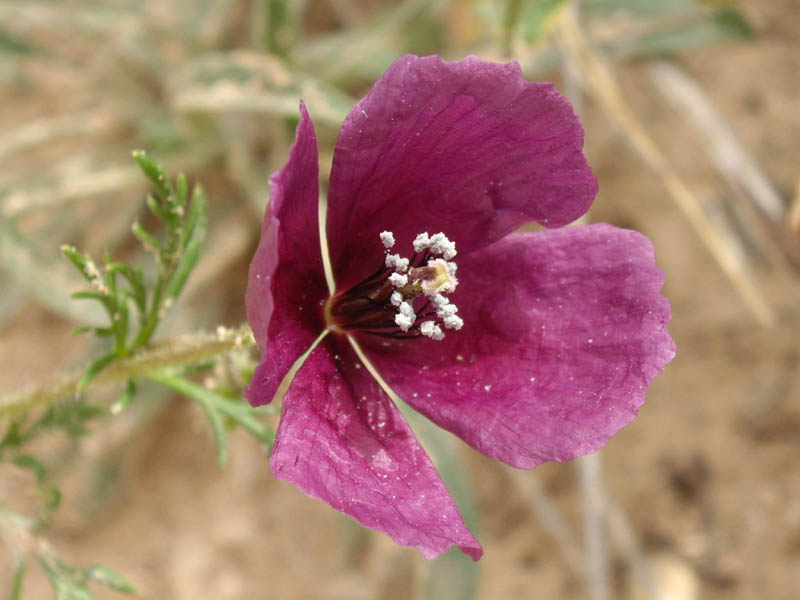
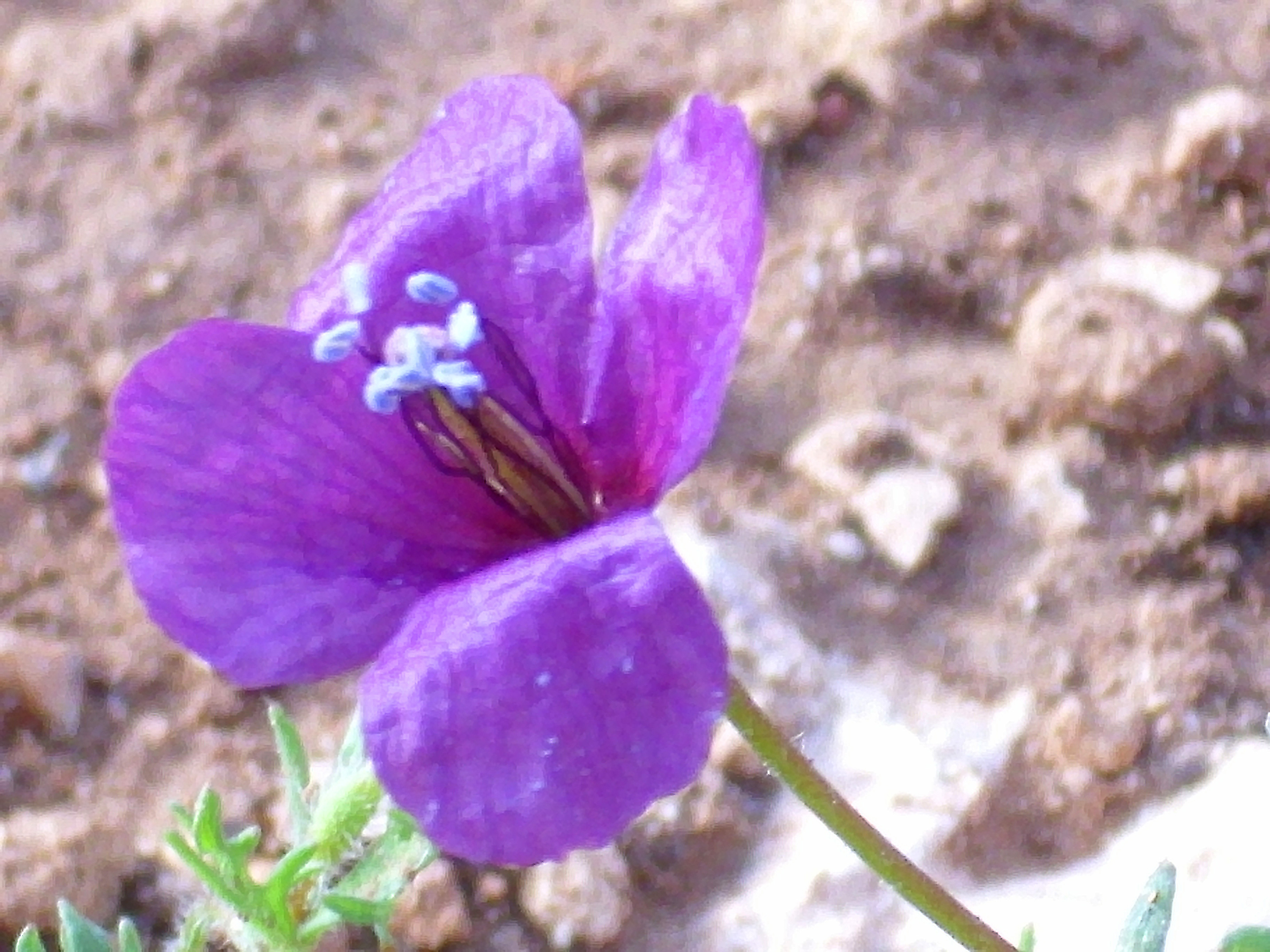
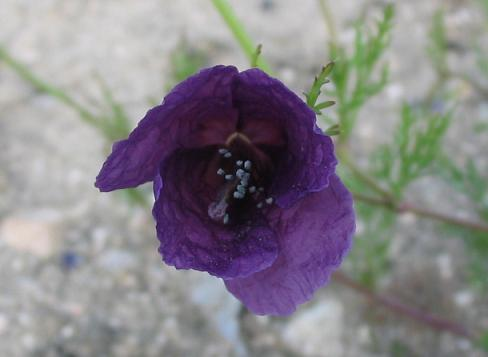
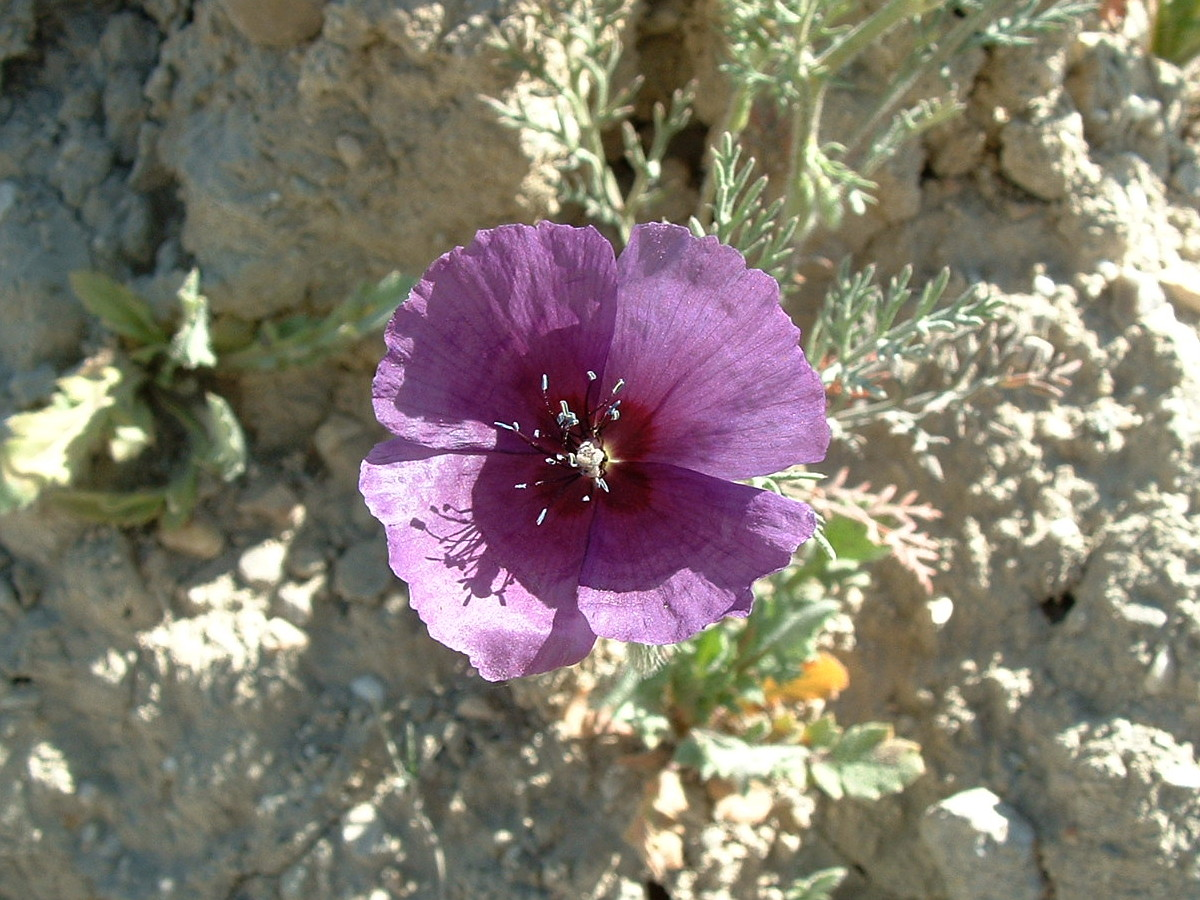

## Espécies
- R. carica
- R. dodecandra
- R. hybrida
- R. refracta
- R. rhoeadiflora